# Pan Yiming
Pan Yiming (Standaardmandarijn: 泮忆铭) (Hubei, 16 januari 2004)  is een Chinees Internationaal Grootmeester dammen die begon met dammen in 2012 en sindsdien onder andere door Aleksej Tsjizjov werd getraind. 
Hij debuteerde in 2015 met een 7e plaats in het Chinees kampioenschap en werd Chinees kampioen in 2018. 
Hij werd Aziatisch kampioen in 2018 waarmee hij zich plaatste voor het wereldkampioenschap 2019 waarin hij zeer verrassend op 15-jarige leeftijd beslag legde op de 2e plaats. 

## Deelname aan hetwereldkampioenschap
| Jaar | Locatie      | Klassering | Score | W-R-V  |
| ---- | ------------ | ---------- | ----- | ------ |
| 2019 | Yamoussoukro | Zilver     | 19-27 | 8-11-0 |